# Colom figureta
El colom figureta és una raça de colom pròpia de Catalunya i del País Valencià.

## Història
És un colom encorbatat. Segurament prové de la selecció de coloms tunisians (corbata tunisiana) del nord d'Àfrica portats a la península Ibèrica pels àrabs.
Les primeres referències però són ja entrat el segle xviii.
És una de les races de colom amb un estat de preservació més òptim.

## Característiques
- Pesa entre 155 i 170 grams (una de les races més petites del món).
- S'admeten tots els colors i dibuixos mentre siguin ben delimitats.
  - el blanc és el color preferit.
- Camina enfilat sobre els dits del davant.
- És d'anatomia esvelta.